# Посёлок Отделения 2 совхоза «Зарайский»
Отделения 2 совхоза «Зарайский» — посёлок в Зарайском районе Московской области, в составе муниципального образования сельское поселение Каринское (до 29 ноября 2006 года входила в состав Каринского сельского округа). на 2016 год в посёлке 4 улицы, посёлок связан автобусным сообщением с райцентром и соседними населёнными пунктами На территории посёлка действовал сельский клуб и продовольственный магазин.

## Население
| 2002 | 2006 | 2010 |
| ---- | ---- | ---- |
| 186  | ↘181 | ↗185 |

Посёлок, как подсобное хозяйство «Сталино» Управления НКВД по Московской области, был образован в 1932 году, в 1949 года переименован в совхоз «Зарайский», с 1959 года — 2-е отделения совхоза «Зарайский».

## География
Посёлок расположен в 10 км на юго-восток от Зарайска, на берегу реки верхний Осётрик, высота центра посёлка над уровнем моря — 163 м.